# Дороникум
Доро́никум, или козу́льник (лат. Doronicum) — род цветковых растений в составе семейства Астровые (Asteraceae).
Представители рода распространены в горных районах умеренных областей Евразии, где поднимаются до 3500 м над уровнем моря, один вид встречается в Северной Африке.
Крупные, красивые, золотисто-жёлтые венчики цветков и лёгкое выращивание способствуют широкому распространению некоторых видов в садах и парках.

## Ботаническое описание
Травянистые многолетние растения с прикорневыми и очерёдными, стеблеобъемлющими листьями.
Корзинки полушаровидные или ширококолокольчатые, большей частью одиночные или иногда в числе 2—6 (до 8), собранные в щитковидное соцветие. Листочки обёртки из 2—3 рядов; наружные — ланцетные, продолговатоланцетные или ланцетно-линейные, травянистые, рассеянно-волосистые или в нижней части железисто-волосистые; внутренние — линейные, линейно-ланцетные, пленчатые, гладкие, по краю реснитчатые или в верхней части железисто опушенные, все длинно заостренные. Цветоложе более менее выпуклое, голое или волосистое; цветки диска трубчатые, обоеполые, жёлтые, расположенные во много рядов; краевые цветки женские, язычковые, жёлтые, однорядные; пыльники в основании цельные или ушковато-стреловидные; лопасти рыльца у срединных цветков на верхушке усечённые, коротко-кистевидные, у краевых язычковых — укороченные, тупые.
Плоды — семянки; продолговатые или продолговато-кубарчатые, тупые, с 10 равными продольными ребрышками, зрелые бурые или тёмно-коричневые, гладкие или покрытые прижатыми, вверх направленными, белыми, прямыми волосками. Хохолок у язычковых цветков (иногда не развивается) из многочисленных, у краевых семянок однорядных, у срединных многорядных, белых или рыжеватых, рассеянно зубчатых щетинок.
| |  |  |
| Слева направо: Молодые листья (Дороникум Делеклюза), бутоны (Дороникум восточный), семянки без хохолков (Дороникум восточный, увеличено, длина семянок на фотографии — от 2 до 2,5 мм). |  |  |

## Классификация

### Таксономия
Род Дороникум входит в трибу Крестовниковые (Senecioneae) подсемейства Астровые (Asteroideae) семейства Астровые (Asteraceae) порядка Астроцветные (Asterales).
|  |                                      |  |                                                             |                                                             |                    |  | ещё 12 семейств (согласно Системе APG II) | ещё 12 семейств (согласно Системе APG II)    |                                              |  |  |  | ещё 20 триб (согласно Системе APG II) | ещё 20 триб (согласно Системе APG II) |                |  |  |  |  |
|  |                                      |  |                                                             |                                                             |                    |  | ещё 12 семейств (согласно Системе APG II) | ещё 12 семейств (согласно Системе APG II)    |                                              |  |  |  | ещё 20 триб (согласно Системе APG II) | ещё 20 триб (согласно Системе APG II) | около 70 видов |  |  |  |  |
|  |                                      |  |                                                             | порядок Астроцветные                                        |                    |  |                                           |                                              | подсемейство Астровые                        |  |  |  |                                       | род Дороникум                         |                |  |  |  |  |
|  |                                      |  |                                                             | порядок Астроцветные                                        |                    |  |                                           |                                              | подсемейство Астровые                        |  |  |  |                                       | род Дороникум                         |                |  |  |  |  |
|  | отдел Цветковые, или Покрытосеменные |  |                                                             |                                                             | семейство Астровые |  |                                           |                                              | триба Крестовниковые                         |  |  |  |                                       |                                       |                |  |  |  |  |
|  | отдел Цветковые, или Покрытосеменные |  |                                                             |                                                             |                    |  |                                           |                                              |                                              |  |  |  |                                       |                                       |                |  |  |  |  |
|  |                                      |  | ещё 44 порядка цветковых растений (согласно Системе APG II) | ещё 44 порядка цветковых растений (согласно Системе APG II) |                    |  |                                           | ещё 11 подсемейств (согласно Системе APG II) | ещё 11 подсемейств (согласно Системе APG II) |  |  |  | ещё от 100 до 150 родов               | ещё от 100 до 150 родов               |                |  |  |  |  |
|  |                                      |  |                                                             | ещё 44 порядка цветковых растений (согласно Системе APG II) |                    |  |                                           |                                              | ещё 11 подсемейств (согласно Системе APG II) |  |  |  |                                       | ещё от 100 до 150 родов               |                |  |  |  |  |

### Виды
Род насчитывает около 40 видов.
Некоторые из них:
- Doronicum altaicum Pall. — Дороникум алтайский
- Doronicum atlanticum Rouy
- Doronicum austriacum Jacq. — Дороникум австрийский
- Doronicum bargusinense Serg. — Дороникум баргузинский
- Doronicum briquetii Cavill.
- Doronicum cacaliifolium Boiss. & Heldr.
- Doronicum carpaticum (Griseb. & Schenk) Nyman — Дороникум карпатский
- Doronicum carpetanum Boiss. & Reut. ex Willk. & Lange — Дороникум карпетанский
- Doronicum cataractarum Widder — Дороникум водопадный
- Doronicum cavillieri Alv.Fern. & Nieto Fel.
- Doronicum clusii (All.) Tausch — Дороникум Делеклюза

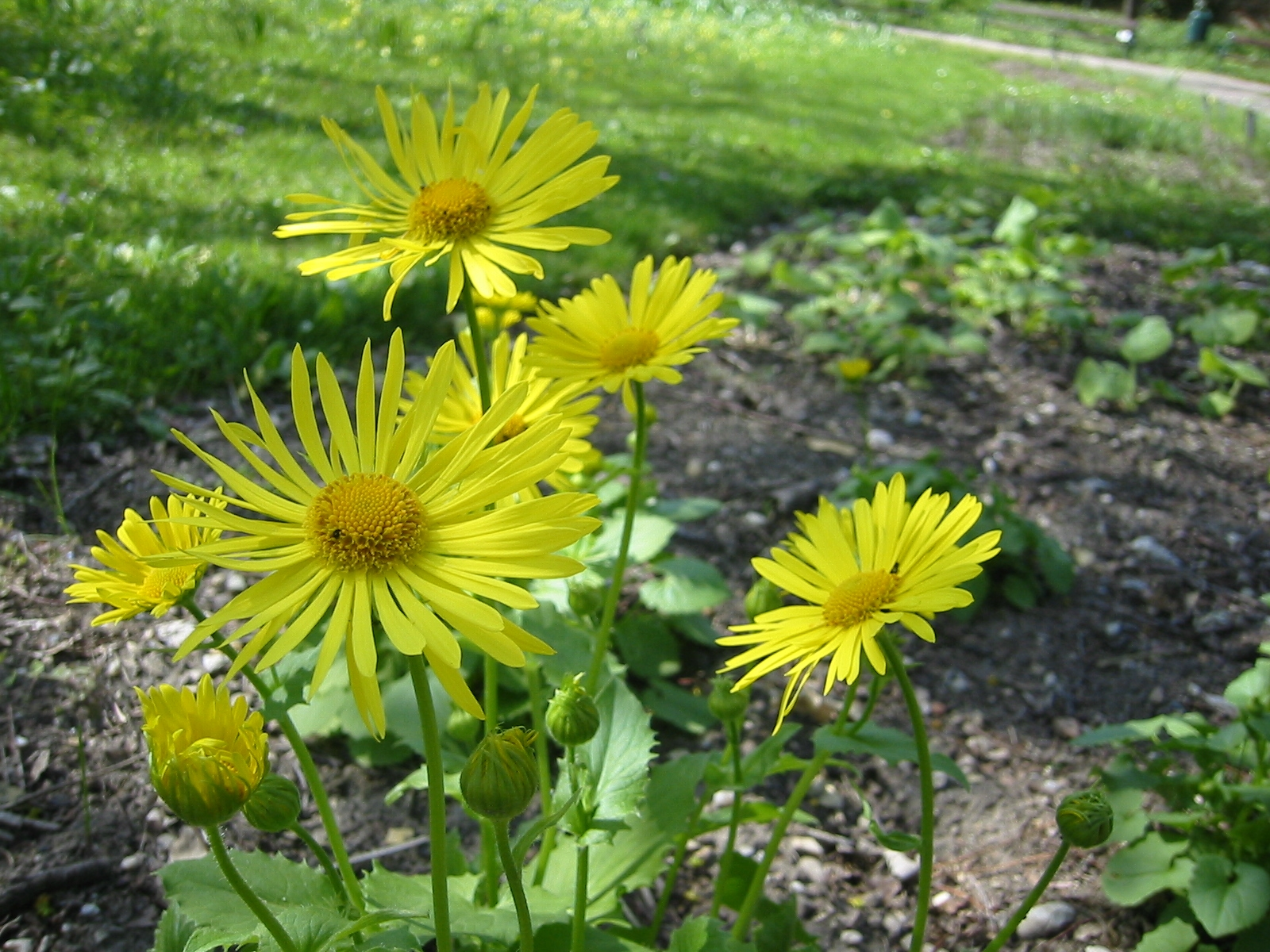
Дороникум столбовидный

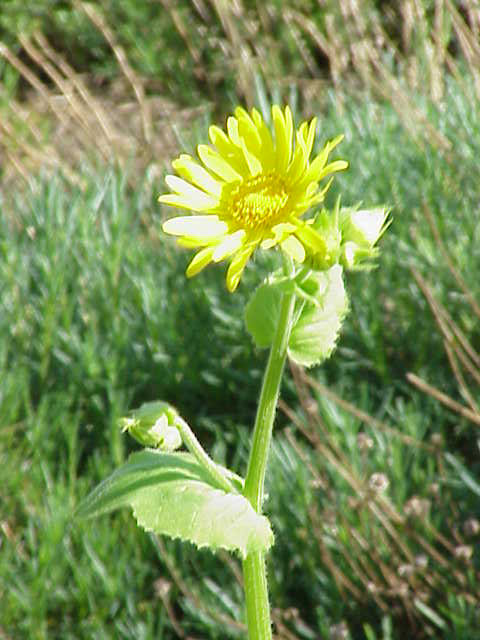
Дороникум ядовитый, верхняя часть цветущего растения. Типовой вид

- Doronicum columnae Ten. — Дороникум Колонны. Вид назван в честь Фабио Колонны[4]
- Doronicum cordatum Lam.
- Doronicum corsicum (Loisel.) Poir. — Дороникум корсиканский
- Doronicum dolichotrichum Cavill.
- Doronicum falconeri C.B.Clarke ex Hook.f.
- Doronicum glaciale (Wulfen) Nyman
- Doronicum grandiflorum Lam.
- Doronicum haussknechtii Cavill.
- Doronicum hungaricum Rchb.f. — Дороникум венгерский
- Doronicum kamaonense (DC.) Alv.Fern.
- Doronicum longifolium Griseb. & Schenk — Дороникум длиннолистный
- Doronicum macrophyllum Fisch. — Дороникум крупнолистный
- Doronicum maximum Boiss. & A.Huet
- Doronicum oblongifolium DC. — Дороникум продолговатолистный
- Doronicum orientale Hoffm. — Дороникум восточный
- Doronicum pardalianches L. typus — Дороникум ядовитый, или Дороникум барсовый
- Doronicum plantagineum L. — Дороникум подорожниковый
- Doronicum reticulatum Boiss.
- Doronicum schischkinii Serg. — Дороникум Шишкина
- Doronicum stenoglossum Maxim.
- Doronicum turkestanicum Cavill. — Дороникум туркестанский